# Spawanie MIG/MAG

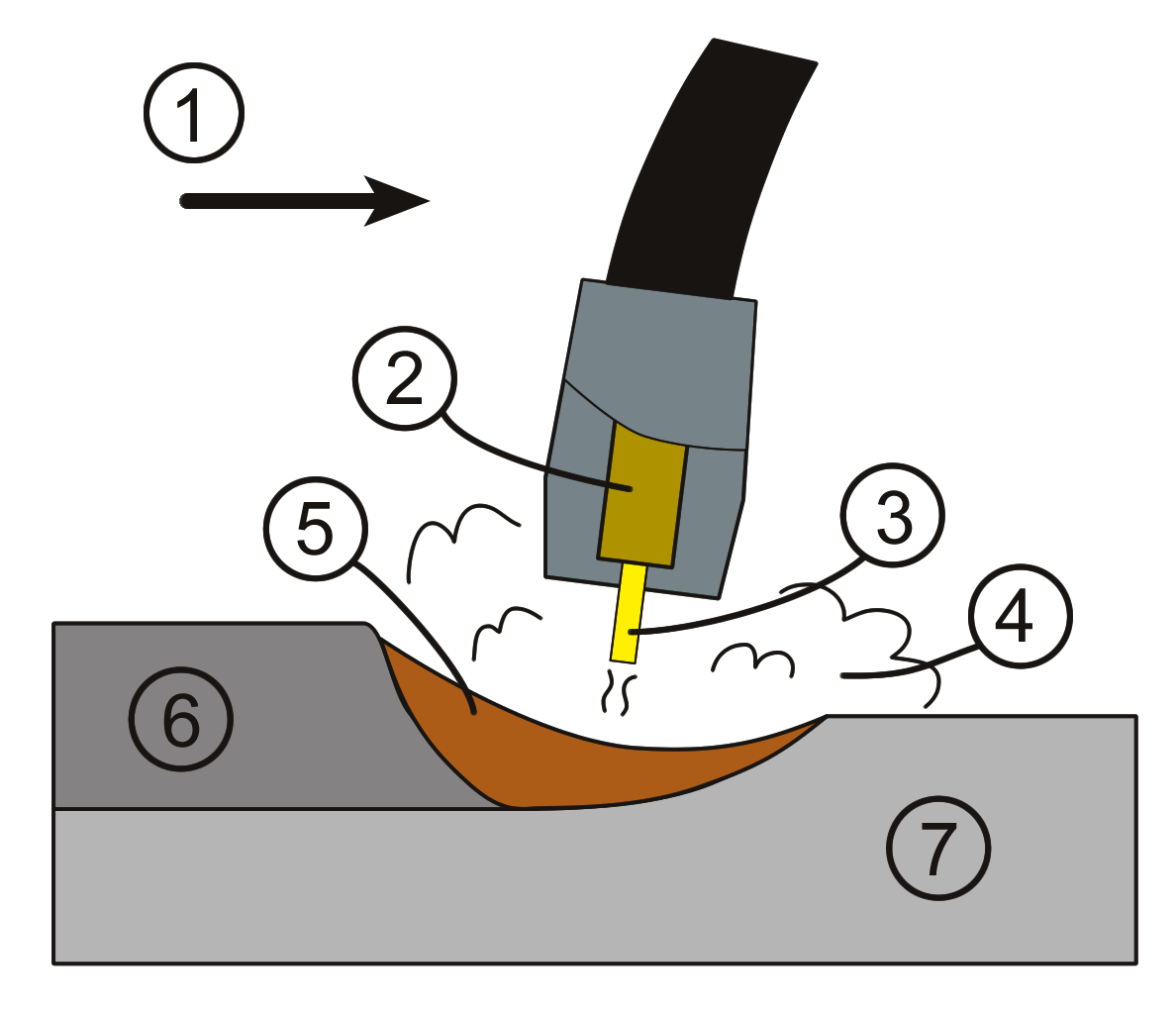
1 – kierunek spawania
2 – końcówka prądowa
3 – elektroda (drut)
4 – gaz
5 – stopiony metal tzw. „jeziorko”
6 – gotowa spoina
7 – podłoże

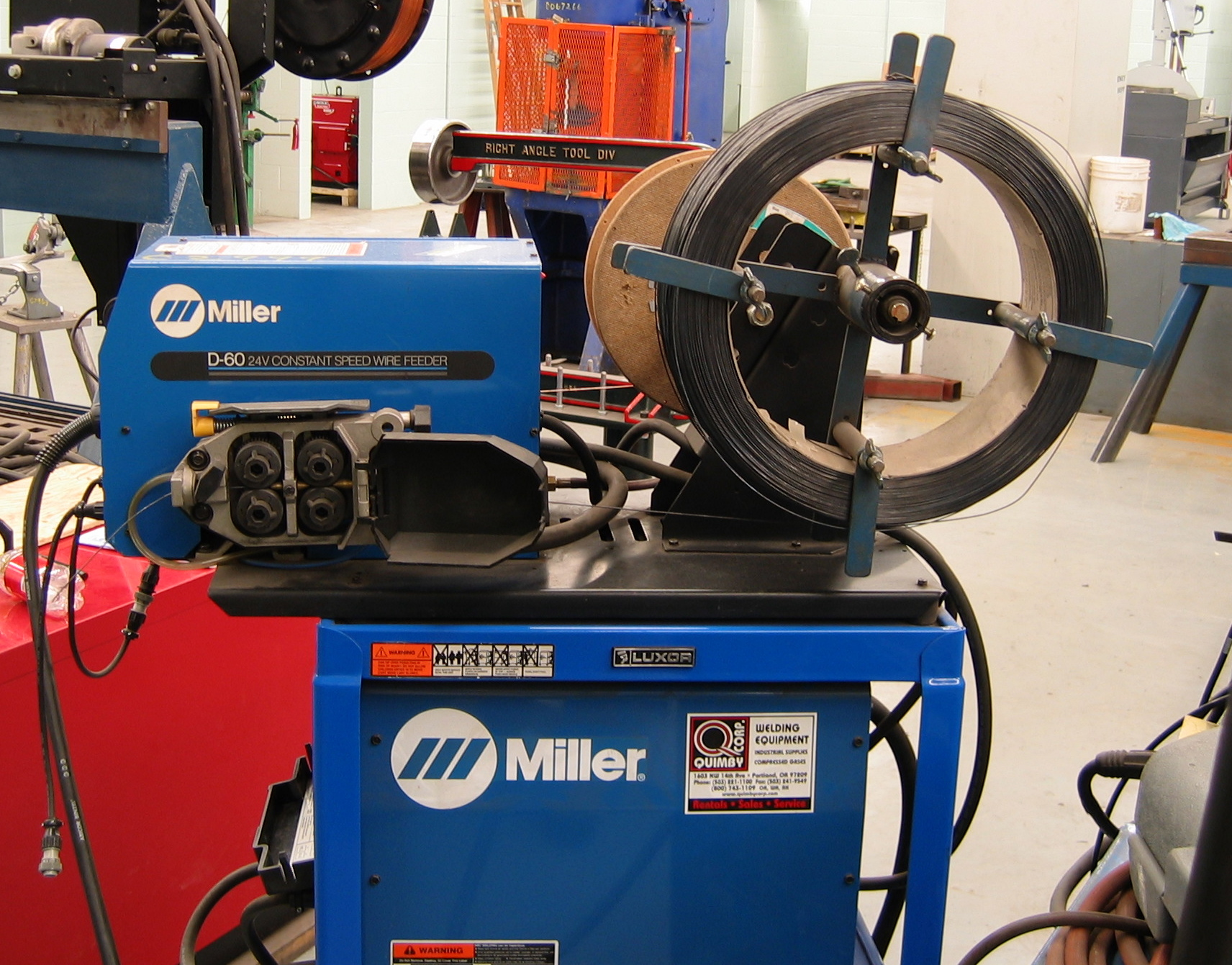
Spawarka do spawania MIG/MAG (Miller D60)

Spawanie MIG/MAG (ang. Metal Inert Gas / Metal Active Gas) – spawanie elektrodą topliwą w osłonie gazów obojętnych (MIG, metoda 131) lub aktywnych (MAG, metoda 135). Jako gazy osłonowe obojętne najczęściej stosuje się argon lub hel. Natomiast jako gazy osłonowe aktywne – dwutlenek węgla lub jego mieszaninę z argonem.
W metodzie MIG/MAG łuk elektryczny jarzy się między spawanym materiałem, a elektrodą w postaci drutu. Łuk i jeziorko ciekłego metalu są chronione strumieniem gazu obojętnego lub aktywnego. Dobrawszy druty elektrodowe i gaz osłonowy odpowiednie dla różnych metali, metoda nadaje się do spawania większości materiałów.

## Parametry spawania
- natężenie prądu: 40–500 A[2]
- moc cieplna: 1,25 kW[2]
- napięcie elektryczne: 14–28 V
- prędkość spawania 0,2–0,5 m/min
- średnica drutu spawalniczego: zazwyczaj 0,6 – 4,0 mm[2]
- natężenie przepływu gazu ochronnego 12–30 l/min

## Zastosowanie metody
- w liniach technologicznych i pracach montażowych
- do spawania automatycznego i półautomatycznego

## Zalety metody
- dobra jakość spoin
- duża wydajność
- możliwość zrobotyzowania metody
- możliwość spawania elementów o szerokim zakresie grubości
- możliwość spawania we wszystkich pozycjach

## Wady metody
- w czasie spawania przy osłonie dwutlenku węgla występuje duży rozprysk metalu (MAG)
- konieczność stosowania osłony przed wiatrem w czasie spawania na przestrzeni otwartej
- konieczność odpowiedniego przygotowania brzegów elementów spawanych
- skłonność do powstawania przyklejeń w złączach spawanych
- w przypadku spawania ręcznego, jakość połączeń spawanych uzależniona od zdolności manualnych spawacza